# Écrivains de littérature germanique et leurs traducteurs vers le français
 (mai 2022).
Si vous disposez d'ouvrages ou d'articles de référence ou si vous connaissez des sites web de qualité traitant du thème abordé ici, merci de compléter l'article en donnant les références utiles à sa vérifiabilité et en les liant à la section « Notes et références ».

## A
- Peter Altenberg : Miguel Couffon, Alfred Eibel, Catherine Krahmer, Jeanne Heisbourg
- Achim von Arnim : Théophile Gautier fils, Albert Béguin, Charles Beckenhaupt, René Guignard, Françoise Rétif, Michel Arnaud, Armand Robin
- Bettina von Arnim
- Schalom Asch : Alexandre Vialatte
- Raoul Auernheimer : Suzanne Clauser, Marcel Dunan

## B
- Hermann Bahr : Jean Launay
- Vicki Baum : Maurice Betz, Marguerite Thiolat, Gaston Baccara, Raymond Baccara, Jacques Decour, Maurice Rémon, Hélène Chaudoir, Eugène Bestaux
- Walter Benjamin :
- Gottfried Benn : Robert Rovini, Alain Bosquet, Pierre Garnier, Alexandre Vialatte, Hélène Feydy, Jean-Charles Lombard
- Henry Benrath : Pierre Béguin
- Werner Bergengruen : Mme R.J. Lechat
- Hugo Bettauer : Jean Chuzeville
- Rudolf Binding : Robert Dauvin, Gaston Bentot
- Waldemar Bonsels : Geneviève Faisans-Maury, Charles Burghard, Christian Sénéchal
- Bertolt Brecht : Edouard Pfrimmer, Geneviève Serreau, Claude Yersin, Philippe Ivernel, Paul Dehem, Bernard Banoun, Jean-Louis Besson, Michel Cadot, André Combes, Guy Delfel, Gérarld Eudeline, Jean Jourdheuil, Jean-Pierre Lefebvre (germaniste), Jean-Louis Lebrave, Jeanne Lorang, Bernard Lortholary, Francine Maier-Schaeffer, Béatrice Perregaux, Marielle Silhouette, Bernard Banoun, Jean Tailleur, Jean-Marie Valentin, Edith Winckler, Jean-Claude Hémery, Pierre Hainaut, Michel Habart, André Gisselbrecht, Pierre Deshusses
- Bruno Brehm : Maurice Rémon, Germaine Guillemot-Magitot
- Clemens Brentano
- Max Brod : Georges Lacheteau, M. Metzger, Andhrée Vaillant, Jean Kückenburg
- Georg Büchner : Pierre Jean Jouve, Louis Bruder, Richard Thieberger

## C
- Elias Canetti : Robert Rovini, Bernard Kreiss, Armel Guerne, François Rey, Heinz Schwarzinger, Walter Weideli, François Ponthier, Paule Arhex, Michel-François Demet, Lily Jumel, Roger Lewinter, Jean-Claude Hémery
- Hans Carossa : Alexandre Vialatte, Henry Chauchoy, Jacques Decour
- Adelbert von Chamisso : Joséphine Bachellery, Alexandre Arnoux, Albert Lortholary
- Carl von Clausewitz : Nicolas Waquet
- Hedwig Courths-Mahler : Alice Cuénoud, Nathalie Gara, Nicole Renaud
- Ernst Robert Curtius : Henri Jourdan, Armand Pierhal, Maurice Betz, Jean Bréjoux

## D
- Heimito von Doderer : Blaise Briod, Robert Rovini, Pierre Deshusses, François Grosso, Annie Brignone, Raymond Voyat, Albert Kohn
- Alfred Döblin : Zoya Motchane, Eric-Pierre Isler, Ralph Lepointe, Juliette Leclerc, Philippe Ivernel, Pierre Gallissaires, Olivier Le Lay, Marianne Charrière, Michel Vanoosthuyse, Sabine Cornille, Huguette Radrizzani, René Radrizzani, Elisabeth Wintzen, René Wintzen, Yasmin Hoffmann, Maryvone Litaize, Nicole Casanova

## E
- Joseph von Eichendorff : François-Adolphe Loève-Veimars, Charles Beckenhaupt, Albert Spaeth, Félix Legras, Paul Sucher, Gustave Budelot, André Budelot, E. Mousset,  Rémi Laureillard, Madeleine Laval, Robert Sctrick, Philippe Marty, Hervé du Cheyron de Beaumont, Philippe Giraudon, Philippe Forget

## F
- Hans Fallada : Louise Servicen, Edith Vincent, Philippe Boegner, Gertrud Tiktin, Paul Genty, Rainer Biemel, Lucienne Foucrault, Denise van Moppès, Geneviève Sellier-Leclercq, Alain Virelle, André Vandevoorde, Laurence Courtois.
- Lion Feuchtwanger : Maurice Rémon, Henri Thies, Jean-Claude Capèle, Gabrielle Perrin, Dominique Kugler, Nicole Casanova, Serge Niémetz, Susi Breitman, Michel Breitman, Claude Porcell, Pierre Sabatier
- Otto Flake : Guy Faroux, Pierre Klossowski
- Theodor Fontane : André Cœuroy, Pierre Grappin, Jean Thorel, Eugène Kœssler, Jacques Legrand, Bernard Kreiss, Éliane Kaufholz-Messmer, Marc Erlyc, Madith Vuaridel, Denise Modigliani, Reine Chevanne-Wautot
- Friedrich de La Motte-Fouqué : Isaac-Julien Rouge, André Cœuroy
- Bruno Frank : Blanche Gidon-Netter, Joseph Delage, Maurice Rémon
- Leonhard Frank : Charles Burghard, Jean-Richard Bloch, Marguerite Gobat, Anna Nussbaum, Romana Altdorf, René Jouglet, Gérard Brousseau, François Rey
- Gustav Frennsen : Louise Servicen
- René Fülöp-Miller : Hélène Chaudoir, Hélène Legros, A. Lecourt, Jean-Gabriel Guidau, Jacques Benoist-Méchin

## G
- Stefan George : Maurice Boucher, Ludwig Lehnen, Eryck De Rubercy, Dominique Le Buhan
- Ernst Glaeser : Jean-Paul de Dadelsen, Cécile Knoertzer, Joseph Delage, Anne Gaudu
- Johann Wolfgang von Goethe : Paul Jérémie Bitaubé, Gérard de Nerval, Henry Blaze de Bury, Jacobus Rodleinmann, Jean-Jacques Porchat, C. Aubry, François Sabatier-Ungher, Pierre Leroux, Théophile Gautier (fils), Henri Lichtenberger, Hippolyte Loiseau, Maurice Betz, Blaise Briod, Amédée Vuillod, Lucien Mérat, Victor Bernard, Joseph Rohmer, Charles Autran, Mlle Dangien, Jean Chuzeville, Jacques Molitor, Pierre Doll, Enguerrand Homps, Georges Burghard, Maurice Boucher, Pierre de La Blanchardière, Bernard Groethuysen, Henri Thomas, Albert Béguin, Joseph Aynard,  Henri Buriot-Darsiles, F. de Martini, André Cœuroy, Oswald Wirth, Jacques Chifelle-Astier, Alexander Benzion, Pierre Leyris, Joseph-François Angelloz, Geneviève Bianquis, Florence Halévy, Jean Triomphe, Lucien Herr, Jacques Benoist-Méchin, Henri Richelot, Alexandre Hérenger, Paul Binoux, Jean-Pierre Lefebvre (germaniste), Philippe Forget, Jean-Jacques Pollet, Louis Énault, Jean Amsler, Laurent Cassagnau
- Oskar Maria Graf : Jean Ably
- Günter Grass : Jean Amsler, Jean-Rodolphe Amsler, Bernard Lortholary, Claude Porcell, Jean-Pierre Lefebvre (germaniste), Richard Denturck, Miguel Couffon
- Franz Grillparzer : Auguste Erhard, Paul Bastier, Hippolyte Loiseau
- Frères Grimm : Max Buchon, Jean Peyraube, Ernest Grégoire, Louis Moland, P. Berlin, Marguerite Reynier, Gisèle Vallerey, A. Canaux, J. Boisroger, Raymond Duprez, Auguste Cornu, Ferdinand Gidon, René Meurant, Henri Morienval, Jules Bernard, Charles Guyot, Henri Vergriete, Charlotte Pressoir, Marie-Louise Pressoir, Vimay, Natacha Rimasson-Fertin
- Hans Jakob Christoffel von Grimmelshausen : Maurice Colleville, André Lery, Jean Amsler

## H
- Peter Handke : Georges-Arthur Goldschmidt, Olivier Le Lay, Anne Weber, Marie-Claude Van Landeghem, Thierry Garrel, Vania Vilers, Dominique Petit, Anne Gaudu, Gabrielle Wittkop-Ménardeau, Jean-Claude Capèle, Jean Sigrid, Claude Porcell, Marie-Louise Audiberti, Georges Lorfèvre, Bruno Bayen, Nicole Casanova, Philippe Adrien, Heinz Schwarzinger, Marc Buhot de Launay
- Otfrid von Hanstein : Gisèle Vallerey, Tancrède Vallerey
- Thea von Harbou : Mathilde Zeys, Serge Plaute, Alain Laubreaux
- Wilhelm Hauff : A. Materne, Léon Astoin, Edouard de Suckau, Amédée Tallon, Henri de Suckau, Mlle Latappy, Auguste Lavallé, Gisèle Vallerey, Alzir Hella, Olivier Bournac, E. Mousset,  Rudolf Zellweger, Nicole Casanova, Pierre Deshusses, Christine Flammarion, Michelle Nikly, Trude Fritsch, Nicole Taubes
- Gerhart Hauptmann : Maurice Rémon, Jean Thorel, Sébastien Voirol, René Guignard, René Lasne, Jean-Pierre Lefebvre (germaniste)
- Friedrich Hebbel : Gaston Gallimard, Pierre de Lanux, Georges Zink, Louis Brun, Paul Bastier, Raymond Dhaleine, Pierre Sabatier, Thierry Maulnier
- Heinrich Heine : Gérard de Nerval, Saint-René Taillandier, Jean Bourdeau, André Cœuroy, Louis Laloy, Henri Mansvic, Jules Milliot-Madéran, Blanche Netter-Gidon, Maurice Pellisson, Henri Saugrain, Albert Spaeth, Paul Sucher, Pierre-Olivier Walzer, Jean-Pierre Lefebvre (germaniste), Isabelle Kalinowski,  Nicole Taubes, Marie-Ange Maillet, Diane Meur, Florence Baillet, Jean-Louis Besson, Michel Espagne, Jean-Philippe Mathieu, Pierre Pénisson, Étienne Barilier, Pierre Garnier
- Hermann Hesse : Geneviève Maury, Denise Riboni, Juliette Pary, Joseph Delage, Jean Malaplate, François Mathieu, Laurent Cassagnau, Edmond Beaujon, Alexandra Cade, Nicolas Waquet, Jacques Duvernet, Michèle Hulin, Britta Rupp-Eisenreich, Lily Jumel, Fernand Delmas, Hervé du Cheyron de Beaumont, Jacques Martin, Paule Hofer-Bury, Edwige Friedlander, Jeanne-Marie Gaillard-Paquet, Julien Hervier
- E.T.A. Hoffmann : Gérard de Nerval, Théodore Toussenel, Henry Egmont, François-Adolphe Loève-Veimars, Edouard Degeorge, Émile de La Bédollière, Paul Sucher, Geneviève Bianquis, Alzir Hella, Olivier Bournac, Albert Béguin, Jean Aymonier, Pierre Christian, Jean Duren, Blanche Netter-Gidon, Georges Servant, Madeleine Laval, André Espiau de la Maëstre, Jean Canava, H.J. Sikorski, Jean Chuzeville, Henri de Curzon, Claude Raucy, Philippe Forget
- Hugo von Hofmannsthal : Jean Chantavoine, Paul Spaak, Alexandre Vialatte, Maria Ley-Piscator, Alix Bodenheimer, René Philippon, Julien Reinach, Paul Pasquier, Claude Ducellier, Étienne Coche de La Ferté, Louise Servicen, Eugène Badoux, Magda Michel, Jean-Claude Schneider, Albert Kohn, Jean-Yves Masson, Bernard Banoun, Pierre Deshusses, Nicole Casanova, Bernard Kreiss, Sylvie Muller, Eryck de Rubercy, Sophie Poyen, Jacqueline Verdeaux, H. Gauthier-Villars, Jean-Louis Bandet, Pierre Cimaz, Audrey Giboux, Philippe Godefroid, Georges Pucher, Jacqueline Verdeaux, Colette Rousselle, Henri Thomas, Pierre-Antoine Huré, Laurent Muhleisen, Daniel Hurstel
- Friedrich Hölderlin : Robert Rovini, Geneviève Bianquis, Joseph Delage, Pierre Jean Jouve, Pierre Klossowski, Jean Tardieu, René Lasne, Maurice Boucher, Maxime Alexandre, André Babelon, Gustave Roud, Philippe Jaccottet, Denise Naville, André du Bouchet, François Fédier, Bernard Pautrat, Jean-Pierre Lefebvre (germaniste), Nicolas Waquet, Claude Neuman
- Ödön von Horváth : Henri Christophe, André Gunthert, Sylvie Muller, Louis Le Goeffic, Bernard Kreiss, Bernard Lortholary, Jean-Yves Masson, Hélène Mauler, René Zahnd, Rémy Lambrechts, Armand Pierhal, François Regnault, Renée Saurel
- Ricarda Huch : Sabine Ricard, André Babelon, Sabine Ricard, Jean Bréjoux, Marie-Aude Delacroix

## J
- Hans Henny Jahn : Henri Plard, René Radrizzani, Huguette  Duvoisin, Jean-Claude Marcadé, Reinold Werner
- Ernst Jandl :
- Jean Paul : Philarète Chasles, Édouard Lelièvre La Grange, Émile Rousse, Alexander Büchner, Léon Dumont, Maurice Dreyfus, Albert Béguin, Alzir Hella, Olivier Bournac, Pierre Velut, Geneviève Bianquis, Jean-Gilbert Delarbre, Anne-Marie Lang, Jean-Luc Nancy, Nicolas Briand, Jean Malaplate, Geneviève Espagne, Jacques Poumet, Pierre Jalabert, Alain Montandon, Pierre Deshusses, Claude Pichois, Robert Kopp
- Ernst Jünger : Henri Thomas, Louise Servicen, Jeanne Naujac, Jean Dahel, Théodore Lacaze, Henri Plard, F. Grenier, Maurice Betz, Banine,  Armand Petitjean (écrivain), Frédéric de Towarnicki, Béatrice Gross-Morel, Julien Hervier, François Poncet, Eric Heitz, Pierre Morel, Yves de Châteaubriant, Jean-Luc Evard, Philippe Giraudon

## K
- Franz Kafka : Alexandre Vialatte, Jean Carrive, Henri Parisot, Marthe Robert, Claude David, Jean Starobinski, Bernard Lortholary, Georges-Arthur Goldschmidt, Catherine Billmann, Jacques Cellard, Pierre Deshusses, Olivier Mannoni, Guillaume Métayer, Martin Ziegler, François Rey, Stéphane Rilling, Pierre Meylan, Bernard Pautrat, Jean Torrent, Pierre Klossowski, Claude Le Manchec, Guy Fillion, Jean-Jacques Briu, Corinna Gepner, Hélène Thiérard, Jacques Outin, Dominique Miermont, Dominique Laederach, Brigitte Vergne-Cain, Gérard Rudent, Marc Buhot de Launay, Jean-Pierre Danès, Axel Nesme, Clara Malraux, Rainer Dorland
- Georg Kaiser : Jacques Benoist-Méchin, Paul Demasy, Gaston Jung, Henri Christophe, René Radrizzani, Huguette Radrizzani-Duvoisin,
- Erich Kästner : Louise Faisans-Maury, André Gailliard, Henri Jourdan, Armand Léon, Etha Delamain-Rickmers, Simon Hugh, Marie Lahy-Hollebecque, Almuth Lahy, Jeanne Stern, René Lasne, Michel-François Demet, Marie-Louise Briand, Michèle Kahn, Gérard Peterolff, Rémi Laureillard, François Matthieu, Marie Morency, Dominique Ebnöther, Anne Georges
- Gottfried Keller : Henry Chauchoy, Alzir Hella, Olivier Bournac, Mlle Dangien, Blanche Gidon, Georges La Flize, Richard Walter, Armand Robin, Jacques-Gabriel Prod'homme, Léon Mis, Jean-Paul Zimmermann, Benjamin Cornuz, Jeanlouis Cornuz, René Aubenas
- Daniel Kehlmann (1975- ) : Nicole Casanova, Juliette Aubert
- Heinrich von Kleist : Alfred de Lostalot, Georges La Flize, André Robert, Roger Ayrault, Georges Burghard, Lucien Roth, Cécile Knoertzer (-Goguel), Flora Klee-Palyi, Fernand Marc, Lou Bruder, Pierre Deshusses, Jean-Yves Masson, Brice Germain, Jean-Claude Schneider, André Weber, Jean-Louis Curtis, Robert Sctrick, Jane Sctrick, Julien Gracq, Daniel Mesguich, Gilbert Socard, René Bastian, Isaac-Julien Rouge, Armel Guerne, Jacques Outin, Henri Thomas, Ruth Orthmann, Eloi Recoing, Henri-Alexis Baatsch, Stéphane Braunschweig, Anne Longuet Marx, Irene Kuhn, Stefan Geissler, Paul Morand, Laurence Lentin, Pierre Blanchaud, Martin Ziegler, Jean-Louis Besson, Jean Jourdheuil, Bernard Chatellier, Jean Ruffet, Roger Munier, Dominique Miermont, René Jaudon
- Karl Kraus : Pierre Deshusses, Eliane Kaufholz-Messmer, Jean-Louis Besson, Henri Christophe, Roger Lewinter, Pierre Gallissaires, Véronique Donnat, Yves Kobry

## M
- Karl May : Juliette de Rochay, A. Canaux

## N
- Friedrich Nietzsche : Nicolas Waquet
- Novalis : Maurice Maeterlinck, Marcel Camus, Geneviève Bianquis, Armel Guerne, Gustave Roud, Henri Stierlin, Louis Angé, Robert Rovini, Maurice de Gandillac, Germaine Claretie, Suzanne Joachim-Chaigneau, Georges Polti, Paul Morisse, Catherine Perret, Augustin Dumont, Olivier Schefer, Raymond Voyat, Laurent Férec, Pierre Garnier, Albert Béguin

## O
- Walter F. Otto : Nicolas Waquet

## P
Leo Perutz : Odon Niox Chateau, Jean-Claude Capèle, Martine Keyser, Jean-Jacques Pollet,

## R
- Rainer Maria Rilke : Maurice Betz, Joseph-François Angelloz, Lou Albert-Lasard, Suzanne Kra, Jean Chuzeville, Arthur Adamov, Claude Ducellier, Henri Ferrare, Hélène Zylberberg, Louis Desportes, Jean Nougayrol, Jean Cussat-Blanc, Armel Guerne, Lorand Gaspar, Philippe Jaccottet, Rainer Biemel, André Bellivier, Henri Guilbeaux, Alzir Hella, Olivier Bournac, Charly Clerc, Armand Robin, Eugène Guillevic, Roger Lewinter, Maximine Lagier-Durand, Jean-Pierre Lefebvre (germaniste), Marc Buhot de Launay, François-René Daillie, Gérard Signoret, Jean-Yves Masson, Roger Munier, Claire Lucques, Bernard Pautrat, Alain Zecchini, Claude Porcell, Claude David, Claude Vigée, Charles Dobzynski, Gaston Compère, M.B. Durif, Jacques Legrand, Gabrielle Althen, Thierry Haumont, Henri A. Piot, François Dominique, Jean Mandion, Hervé Rougier, Marie Cornebize, Pierre Deshusses, Jean-Luc Moreau, Marc Petit, Claude Neuman
- Joseph Roth : Charles Reber, Romana Altdorf, René Jouglet, Blanche Netter-Gidon, Paule Hofer-Bury, Jean Ruffet, Nicole Casanova, Alain Huriot, Stéphane Pesnel[1], Michel-François Demet, Claire de Oliveira, Brice Germain

## S
- Leopold von Sacher-Masoch : Nicolas Waquet
- Felix Salten : Nicolas Waquet
- Friedrich Schlegel : Nicolas Waquet
- Arthur Schnitzler : Dominique Auclères, Henri Christophe, Philippe Forget, Pierre Gallissaires, Alzir Hella & Olivier Bournac
- Theodor Storm : Robert Pitrou, Raymond Dhaleine, Alzir Hella, Olivier Bournac, Pierre Nicolas, Géraldine Elschner, Jean-Pierre Chassagne, Roland Fuentès, Alain Préaux, Alain Cozic

## T
- Ludwig Tieck : Nicolas Waquet
- Georg Trakl : Robert Rovini, Gustave Roud, Henri Stierlin, Monique Silberstein, Eugène Guillevic, Jacques Legrand, Marc Petit, Jean-Claude Schneider, Edmond Dune
- Kurt Tucholsky : Jean Bréjoux, Eva Philippoff-Mises, Alain Brossat, Klaus Schuffels, Claudie Weill, Dieter Welke, Claude Porcell, Pierre Villain, Claude Maillard, Alexis Tautou, Elke R. Bosse, Catherine Desbois

## W
- Ernst Weiss : Claude Porcell, Dominique Tassel, Nicole Casanova, Pierre Deshusses, Jean-Claude Capèle, Jean Guégan, Marie-France Carrier-Guégan, Brigitte Vergne-Cain, Gérard Rudent

## Z
- Arnold Zweig : Maurice Rémon, Blaise Briod, Blanche Gidon, Jacques Legrand, Roland Hartmann
- Stefan Zweig : Alzir Hella, Olivier Bournac, Jacqueline Desgouttes, Henri Bloch, Juliette Pary, Olivier Mannoni, Pierre Deshusses, Jean-Pierre Lefebvre (germaniste), Bernard Banoun, Nicole Taubes, Diane Meur, Isabelle Kalinowski, Bernard Lortholary, Françoise Wuilmart, Leïla Pellissier, Corinna Gepner, Bernard Straub, Paul Thiele, Jean-Paul Zimmermann, Dominique Tassel, Marie-Ange Roy, Claudine Layre, Laure Bernardi, Manfred Schenker, Pierre Malherbet, Aline Weill, Brigitte Vergne-Cain, Gérard Rudent, Barbara Fontaine, Jean-Jacques Lafaye, François Brugier, Jean-Louis Bandet, Baptiste Touverey